# Лантау
Ланьтхау, Лантау (кант. трад. 爛頭, спрощ. 烂头, ютпхин: Laan6tau4, кант.Ла: ньтхау, англ. Lantau) — розташований в гирлі річки Перлинної острів, найбільший на території Гонконгу, вдвічі перевищує за площею власне острів Гонконг.
Сучасна китайська назва — Тайюсань, або Даюйшань (кит. трад. 大嶼山, спр. 大屿山, піньїнь: Dàyǔ shān, акад. Даюйшань, буквально «велика гора-острів», ютпхін: Daai6jyu4 saan1, кант.-укр.: Та: йюса: нь).
Площа 146,38 км². Має порівняно невелике населення (105 тисяч жителів за даними 2011 року) і до останнього часу значно відставав у розвитку від острова Гонконг. На острові розташовані міжнародний аеропорт, діснейленд і канатна дорога.

## Історія
Володіючи вигідним стратегічним положенням, острів став останнім оплотом Династії Сун, місцем смерті двох малолітніх імператорів. Маючи намір зробити його довгостроковою базою після дворічних морських переміщень, сунське командування збудував на острові близько 30 палацових будівель і 3000 армійських бараків.
В епоху Мін на острові були побудовані кілька меморіальних храмів.

## Транспорт
З інших гонконзьких островів і Коулуна на Лантау можна потрапити на автотранспорті використовуючи міст Цзін Ма. У нижньому рівні моста проходить гілка аероекспресу, а також лінія Тунчхун гонконзького метро. Крім того острів з'єднаний з іншим Гонконгом регулярним поромним сполученням: пасажирські судна відходять від пристані містечка Муйво в південно-східній частині Лантау.

## Пам'ятки
Серед визначних пам'яток — 30-метрова бронзова статуя Будди, побудований в 1819 році для захисту від піратів форт, католицький монастир і канатна дорога. Більше половини території острова займають національні парки. На південному узбережжі острова розташований пляж Чхенса.